# ポンソン島
ポンソン島(ポンソンとう、英語: Ponson)はフィリピン中部、ヴィサヤ諸島のカモテス海に位置する島。パシハン島、ポロ島、トゥラン島と共にカモテス諸島に属し、諸島の東部に位置している。西のセブ島と東のレイテ島の間に位置しており、南にはボホール島が存在する。
セブ州に属しており、ピラーが唯一の自治体になっている。3つのシティオ (行政単位)(en:sitio)を含む13のバランガイ(地区)がある。電話線は通っておらず、電気は午前11時から翌日の午前5時まで利用可能である。